# Ука-но митама
Ука-но митама-но ками (яп. 宇迦之御魂神, うかのみたまのかみ) — божество японской мифологии.

## Характеристика
В «Записях о деяниях древности» («Кодзики») и «Анналах Японии» («Нихон сёки») используются разные варианты иероглифического написания имени этого божества: 宇迦之御魂神 (Ука-но митама-но ками) и 倉稲魂命 (Ука-но митама-но микото). Слово «ука» в имени божества обозначает «зерновые культуры» («зерно», «зерновые»), следовательно имя этого божества можно перевести как «божество зерна».
Текст «Кодзики» и «Нихон сёки» не даёт возможности сделать заключение о поле божества, но издавна Ука-но митама считается женским божеством.
Ука-но митама — основное почитаемое божество Великого святилища Инари в Фусими, где почитается как богиня Инари. Ещё раньше Ука-но митама начали почитать в святилище Исэ под именем Микура-но ками (御倉神), что переводится как «божество амбара».
В настоящее время божество Ука-но митама считается не только божеством зерновых культур, но и божеством сельского хозяйства, торговли и производства. Ука-но митама почитается в святилищах Инари по всей стране: в Великом Святилище Инари в Фусими (город Киото), святилище Касама Инари (префектура Ибараки), святилище Ютоку Инари (префектура Сага) и многих других. Святилища Инари можно встретить на крышах высотных зданий и универмагов, на территории заводов, где Инари почитается как божество-покровитель зданий. В качестве примера можно привести святилище Мимэгури на крыше универмага Мицукоси в токийском районе Нихонбаси.

## «Записи о деяниях древности»
В «Кодзики» божество Ука-но митама считается потомком бога Сусаноо, родившимся у него от богини Камуооити-химэ, которая стала его второй женой после Кусинада-химэ. Старший брат Ука-но митама (потомок Сусаноо от той же матери) — бог Оотоси-гами, который тоже является сельскохозяйственным божеством.

## «Анналы Японии»
По Нихон сёки после рождения Идзанаги и Идзанами бога ветра Синацухико-но ками, они когда были голодны родили божество Ука-но митама-но микото (Бог-Священный Дух Пищи). По Нихон сёки божество Ука-но-митама-но ками (Бог-Священный Дух Пищи), по имени и функциям тождественное богине Укэмоти-но ками. 
И в «Кодзики», и в «Нихон сёки» лишь упоминается имя Ука-но микото, и нет никакого упоминания о деяниях этого божества.

## «Уложение годов Энги»
Слово «ука» в имени божества Ука-но митама родственно словам «укэ», «кэ», которые содержатся в именах других богинь еды. Богини с такими схожими именами рассматривались как единое божество. Среди таких богинь особо выделяется богиня Тоёукэ-бимэ, которая уже на ранних этапах отождествлялась с Ука-но микото. Упоминание этой богини встречаем уже в источнике середины эпохи Хэйан, а именно — в «Уложении годов Энги» (927 г.): «Это дух риса. В миру её называют Ука-но митама». Японское слово «митама», которое мы здесь перевели как «дух», имеет широкое значение и обозначает некую мистическую жизненную силу. В этой связи стоит отметить, что рису приписывалась способность изгонять злых духов, так, например, связку колосьев риса складывали у входа в домик для рожениц (рожающая женщина считалась сакрально нечистой). Прослеживается связь между жизненной силой еды и производительной силой женщин.

## «Пять священных писаний синто»
В «Пяти священных писаниях синто» (「神道五部書」), составленных в эпоху Камакура в святилище Исэ, перечисляются основные святилища и божества, почитаемые во внутреннем и внешнем святилищах Исэ. В числе божеств внутреннего святилища среди прочих упоминается и рождённое Сусаноо божество Ука-но митама. Там же говорится и о других именах этого божества — То: мэ (専女) и Микэцуками (三狐神).
Среди божеств внешнего святилища также упоминается Ука-но митама, а в качестве родителей божества указываются Идзанаги и Идзанами. Также указаны другие имена этого божества — Оогэцу-химэ и Укэмоти-но ками. Ука-но митама отождествляется с божеством Микэцу-ками (御膳神), почитаемом в святилище правительственного Департамента по делам земных и небесных богов, и одноименным божеством Микэцу-ками (三狐神) из святилища Канхатори Хатадоно.

## Синто дома Ёсида
Божество Ука-но митама упоминается в сочинении об именах богов основателя синто дома Ёсида — Канэмото Ёсида («Примечания на полях к книге имен богов», эпоха Муромати). В «Примечаниях» божество Ука-но митама называется божеством основного святилища Инари в Фусими, дочерью Сусаноо от Ооити-химэ.
Божество Ука-но митама также упоминает в своем сочинении и восьмой глава дома Ёсида — Канэмиги Ёсида. В данном случае божество уже относят в среднему святилищу Инари в Фусими. Ука-но митама отождествляется с Тоёукэ-химэ, с Пресветлым Богом Хиросэ из провинции Ямато и божеством внешнего святилища Исэ.

## Записи святилища Инари в Фусими
В многочисленных записях, оставленных священнослужителями святилища Инари в Фусими и относящихся к эпохе Эдо, божество Ука-но митама указывается в качестве основного из трех божеств Инари. На горе Инари — три святилища: верхнее, среднее и нижнее. Изначально божество Ука-но митама относили в среднему святилищу, но со второй половины эпохи Эдо стали чаще относить к нижнему святилищу. Это традиция сохраняется и в наши дни.
Что касается имен других двух божеств Инари, то в разных сочинениях указываются разные боги. Нынешняя тройка (Ука-но митама, Сата-хико и Оомия-но мэ) восходит уже к эпохе Мэйдзи.